# Széleskút
Széleskút (szlovákul Sološnica, németül Breitenbrunn) község Szlovákiában, a Pozsonyi kerületben, a Malackai járásban.

## Fekvése
Malackától 15 km-re északkeletre fekszik.

## Története
A település a 14. század elején keletkezett, első írásos említése 1367-ből származik "Zeleskut", "Pratunprun" alakban. 1371-ben "Zyleskut" néven említik. A Szentgyörgyi és bazini grófok birtokolták, majd a detrekői váruradalom részeként a Serédy és Balassa családok birtoka. A 17. századtól a Pálffy családé, a detrekő-malackai uradalom része.
Egy 1478-as feljegyzés szerint határában, a Rachsturm hegy alatt ("Colonia sub montem Rachsturm") egy Hólint nevű település volt, melynek lakói német erdei munkások voltak. Ez a település mintegy 20 fakunyhóból állt és 1781-ben, a türelmi rendelet kihirdetése után szűnt meg, amely nem engedte evangélikus imahely építését száz család alatti közösségekben. Ezután lakói a közeli Széleskúton vagy Bazinban telepedtek le.
1828-ban Széleskúton 205 ház állt 1484 lakossal, akik főként mezőgazdasággal, szövéssel, szűcsmesterséggel, mészégetéssel, faárukészítéssel foglalkoztak. A falu malmát 1720-ban említik, ezenkívül a 18. században papírgyár, a 19. században pedig szeszfőzde is működött a községben. Ekkor alapították az itteni uradalmi majort is. 1857-ben a faluban nagy tűzvész volt, mely amellett, hogy hat ház és a templom kivételével az egész falu leégett, 12 emberéletet is követelt. 1861-ben a Széleskúti patak öntött ki medréből és a település nagy részét elöntötte. Lakói sokat szenvedtek az 1866-os porosz-osztrák háború alatt is. A Morván átkelt porosz katonaság betört a településre és az egész környéken elterjesztette a kolerát, melyben három hónap alatt 149 lakos halt meg.
Vályi András szerint "SZOLOCSNICZA, v. Széleskút, Breitenbrunn. Tót falu Pozsony Várm. földes Ura G. Pálfy Uraság, lakosai katolikusok, fekszik Fejérhegyének szomszédságában; 2 nyomásbéli határja leginkább gabonát, és árpát terem, mezeje, és réttye elég van, szőleje nintsen, egy pusztája is van, folyói nedvesítik, piatza N. Lévárdon."
Fényes Elek szerint "Széleskút, (Szolocznicza, Breitenbrun), tót falu, Poson vmegyében, Detrekőváraljához délre 1 órányira hegyek, erdők közt. Lakja 1507 kath., 24 zsidó. Kath. paroch. templom. Fenyves erdő, sovány hegyes határja, jó legelője, vizimalma van. F. u. h. Pálffy. Ut. post. Malaczka."

Pozsony vármegye monográfiája szerint "Széleskút, Malaczka közelében fekvő tót kisközség, körjegyzőségi székhely, 228 házzal és 1261, nagyobb részben róm. kath. vallású lakossal. Először a XIV. század elején fordul elő, a mikor magyar község volt és Fraknói Német Miklós volt az ura. 1371-ben már Nagymartoni Miklós ül itt, a ki Guthori Éberhardnak adja zálogba. Idővel Solosnicza, majd Szolosznicza tót és Breitenbrun német neve is közkeletű lesz. Későbbi birtokosai között első helyen említendő Serédy Gáspár, kinek itt az 1553-iki portális összeírás szerint 16 portája adózik. Azután következtek a Balassa, Mednyánszky, Kászonyi, Jurenák, Miráz és Hangácsy családok, mely utóbbitól a Pálffy család vette meg és ma is Pálffy Miklós herczegnek van itt nagyobb birtoka. A reformáczió idejében itt működött Bornemisza Péter ág. h. ev. püspök. A püspök sírköve még 150 évvel ezelőtt megvolt a mai katholikus templomban, de onnan nyomtalanul eltünt. A XVIII. században papirmalom is volt a községben. A mai uradalmi major helyén, körülbelül száz évvel ezelőtt nagyobbszabású és saroktornyokkal ellátott épületnek a romjai állottak. 1853-ban óriási tűz dühöngött a községben, melynek 20 ember is áldozatul esett. A község lakosai faeszközök készítésével foglalkoznak, melyeket messze vidékekre hordanak. Évenként mintegy százezer darab fogy el, kb. 40–60,000 korona értékben. Valamikor takács-kisipara is jelentékeny volt és 30–35 szűcsmester élt itt, de ez az iparág teljesen elhanyatlott. A katholikus templom ősrégi. Széleskútnak már 1397-ben volt plébániája. A Pázmány-féle összeírásban szintén a régiek között szerepel. Temploma a reformáczió korában az evangélikusok birtokába került és azóta annyi átalakításon és bővítésen ment át, hogy ódon volta ma már fel sem is tűnik. A templomban nyugszik Zrinyi Ilona, Balassa István neje és Balassa Menyhért is, kinek síremlékén hosszú epitáfium olvasható. 

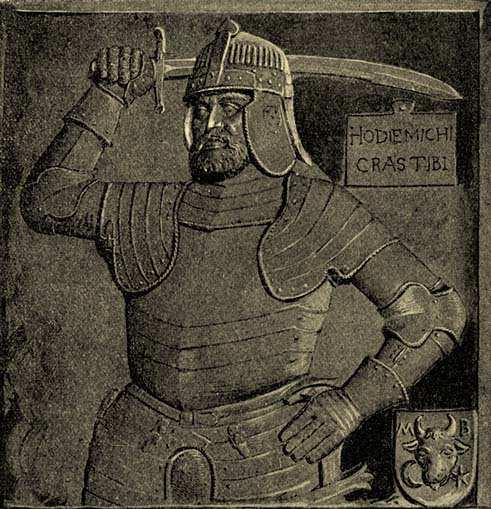
Balassa Menyhért sírkövéről készült rajz

Az egyház nevezetes, régi ezüstfeszületet őriz. E községben lakik Spitzer Mór, a Pálffy-féle uradalom bérlője, ismert nevű régész és régiséggyűjtő, kinek itt valóságos kis múzeuma van, mely többek között kb. 14,000 darab érmet, 1000 darab holicsi, stomfai, malaczkai, nagylévárdi, bazini, modori, bolerázi stb. parasztmajolikát, kb. 200 darab XVI. és XVII. századbeli érdekes himzést, kb. 100 megyebeli népruházati darabot, csipkéket stb. tartalmaz, míg pecsétnyomó- és gyűrű-gyűjteménye egyike a leggazdagabbaknak. Van számos Rákóczy-érme és ereklyéje és számos őskori lelete is, de ezeket legnagyobb részben a pozsonyi és más gyűjteményeknek adományozta. A község határában cseppkőbarlang és egy tó van, melynek víze sohasem fagy be; állítólag gyógyerejű. Van a községben szeszgyár is. Ide tartoznak Dubrava major, Holind telep, Jureczkeluki, Patounhorni és Pila vadászlakok és Obora tanya. A községnek van postája, de távírója és vasúti állomása Malaczka."
Az első világháborúban a falu 180 bevonult férfija közül 43-an estek el, főként a szerb fronton. A trianoni békeszerződésig Pozsony vármegye Malackai járásához tartozott.

## Népessége
| Év:            | 1994. | 2004.   | 2014.   | 2024.   |
| -------------- | ----- | ------- | ------- | ------- |
| Emberek száma: | 1460  | 1504    | 1552    | 1662    |
| Eltérés:       |       | +3,01 % | +3,19 % | +7,08 % |

| Év:            | 2023. | 2024.   |
| -------------- | ----- | ------- |
| Emberek száma: | 1653  | 1662    |
| Eltérés:       |       | +0,54 % |

1910-ben 1266, túlnyomóan szlovák lakosa volt.
2001-ben 1493 lakosából 1461 szlovák volt.
2011-ben 1536 lakosából 1484 szlovák.

## Neves személyek
- Itt született 1772-ben Jurenák Ádám pozsonyi nagykereskedő, a városi tanács tagja.
- Itt született 1795-ben Fink Antal császári és királyi vezérőrnagy.
- Itt hunyt el 1993-ban Dezider Anton Dubay nyelvész, bibliográfus.
- Itt temették el Balassa Menyhértet (1511 körül – 1568) honti és barsi főispán, dunáninneni országos főkapitány.

## Nevezetességei
- A Mindenszentek tiszteletére szentelt római katolikus temploma a 14. században épült, ennek alapjain építették fel 1699-ben a mai barokk templomot. A templom belső festése 1880 és 1890 között készült.

## Külső hivatkozások
- Hivatalos oldal
- Községinfó[halott link]
- Széleskút Szlovákia térképén
- E-obce.sk Archiválva 2007. március 15-i dátummal a Wayback Machine-ben